# Gengenbach
Gengenbach è una città tedesca di 11 116 abitanti, situata nel Land del Baden-Württemberg.

## Storia
Città dell'Ortenau, fu fondata ai margini della Foresta Nera nel XIII secolo e riconosciuto borgo fortificato (Oppidum) nel 1231. Nel 1360 fu riconosciuta come città libera dell'Impero, acquistando così successivamente voto al Reichstag, nel Banco delle città imperiali sveve. La cittadina si sviluppò intorno ad una celebre abbazia che ebbe titolo principesco e che acquistò il diritto di voto al Reichstag nel 1751. Dopo numerose occupazioni e distruzioni, specie francesi, nel 1803 perse la propria indipendenza, venendo annessa dal Granducato del Baden. Al momento della sua annessione aveva un'estensione urbana di circa km² 14 e una popolazione di oltre 2 600 abitanti.

## Curiosità
Gengenbach è il punto di partenza del sentiero della Foresta Nera Gengenbach-Alpirsbach e si trova sul Kinzigtäler Jakobusweg (una via di pellegrinaggio) e sul Kandelhöhenweg (un sentiero escursionistico), passando per molti punti di riferimento. Inoltre, la città si trova sul percorso di vacanza della Deutsche Fachwerkstraße.
La città fu sede dell'Abbazia di Gengenbach, fondata nell'VIII secolo; la chiesa associata, la Stadtkirche Sankt Marien, fu ricostruita dopo il 1689 e contiene numerosi affreschi del XVIII secolo.
Gengenbach è stata utilizzata come ambientazione di Düsseldorf nel film di Tim Burton " La fabbrica di cioccolato".